# 龐羲
龐羲，河南尹河南县（今属河南省洛阳市）人氏，东汉末年三国时期先后效力于益州牧劉焉、刘璋父子与建立蜀汉的刘备，其女嫁给了刘璋的长子刘循。

## 生平
汉献帝兴平元年（公元194年），刘焉的长子左中郎將刘范和弟弟治书御史刘诞联合征西将军马腾合谋偷袭董卓余党李傕占领的长安，马腾兵败之后刘范当场被杀，刘诞被处死，只有刘璋之前被派到益州传令不还长安幸免于难。当时龐羲担任议郎，与刘焉家是世交，于是招募人手护送刘焉留在长安的几个孙子入蜀。
不久刘焉病逝，刘璋继掌益州，和张鲁交恶，派遣龐羲数次率军攻张鲁，都无功而返。不过庞羲仍然被任命为巴西太守，驻守阆中防御张鲁。
刘璋感激庞羲曾经救过其子，厚待于他。而庞羲越来越专权势，两人后来也产生了嫌隙。雖然龐羲在程畿的勸諫下稍有收斂，並向劉璋謝罪，然而之後张松在劝刘璋请刘备入蜀时说：“今州中諸將龐羲、李異等皆恃功驕豪，欲有外意，不得豫州，則敵攻其外，民攻其內，必敗之道也。”
刘备夺取益州之后，龐羲转任左将军司马，同时建议将自己的女婿刘璋长子刘循留在益州，没有随投降的刘璋外迁至荆州。建安二十四年（219年）秋，與群臣署名上諫劉備為漢中王。